# Mallada sanvitoresi
Mallada sanvitoresi is een insect uit de familie van de gaasvliegen (Chrysopidae), die tot de orde netvleugeligen (Neuroptera) behoort. 
Mallada sanvitoresi is voor het eerst wetenschappelijk beschreven door Navás in 1914.